# Bahnhof Lancaster
Der heutige Bahnhof Lancaster, der an der heutigen West Coast Main Line liegt und der Bahnhof der Stadt Lancaster in Lancashire im Nordwesten Englands ist, wurde als Lancaster Castle Station gegründet.

## Lage und Aufbau

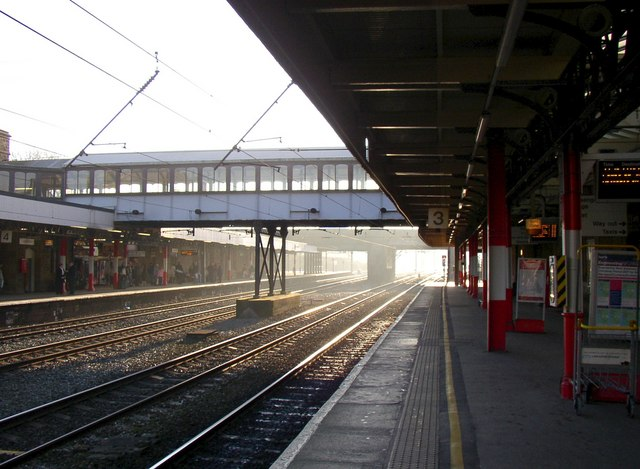
Bahnsteige

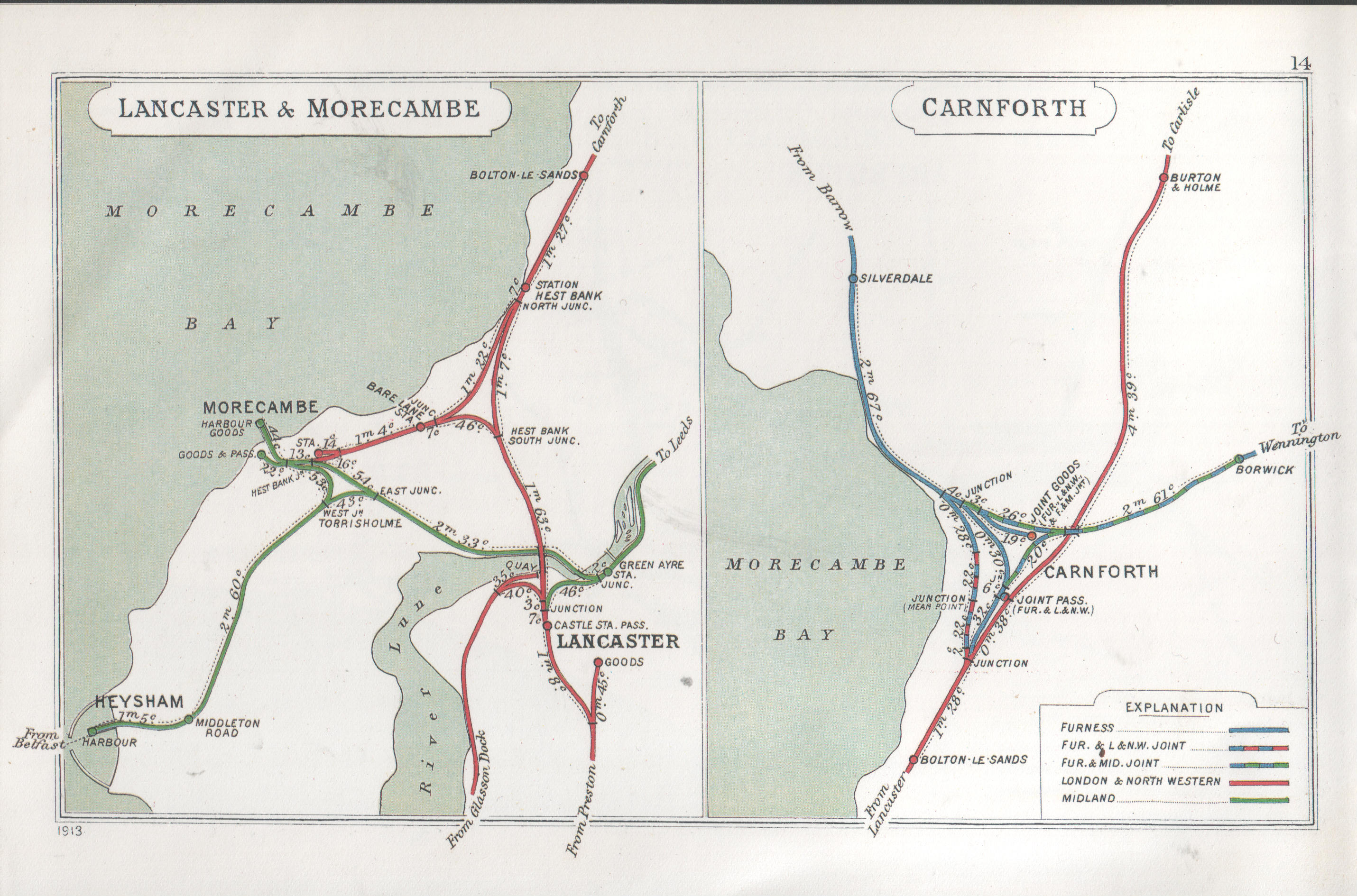
Eisenbahnen zwischen Lancaster und Morecambe 1913/14

Der Bahnhof liegt westlich der Innenstadt von Lancaster. Er verfügt über fünf Bahnsteiggleise und zwei Durchfahrtgleise. Eine sechste Bahnsteigkante ist vorhanden, das Gleis aber ausgebaut. Die einzelnen Bahnsteige sind über eine Fußgängerbrücke untereinander und mit dem Empfangsgebäude westlich der Strecke verbunden.

## Geschichte
Die Lancaster and Preston Junction Railway baute den ersten Bahnhof Lancasters im Stadtteil Greaves südlich des Stadtzentrums im Jahr 1840. Der Bahnhof Lancaster (Greaves) wurde aber am 21. September 1846 durch die neue Station Lancaster Castle ersetzt, als diese Streckenführung sich als die günstigste Variante als Übergang zur Lancaster and Carlisle Railway herausstellte. Die Station Lancaster (Greaves) diente danach als Güterbahnhof. Der Name des Bahnhofs Lancaster Castle Station  wurde nicht nur gewählt, weil er sich praktisch genau unterhalb der Burg von Lancaster befindet, sondern es galt ihn auch von dem Bahnhof Lancaster Green Ayre zu unterscheiden. Das Gebäude des heutigen Bahnhof Lancaster wurde im Jahr 1902 in Anspielung auf die nahe Burg gestaltet. 1969 erfolgte die Umbenennung in Lancaster.
Die Station Lancaster Green Ayre wurde von der Morecambe Harbour and Railway an ihrer Strecke von Morecambe betrieben. Die Station wurde am 12. Juni 1848 als Lancaster Station eröffnet, sie trug aber spätestens ab Juni 1850 den Namen Lancaster Green Ayre – gelegentlich auch als Green Area falsch geschrieben. Der Bahnhof lag nördlich des Stadtzentrums direkt am Fluss Lune. Der Bahnhof stellte zusammen mit seinem Abzweig in Richtung Carnforth am 2. Januar 1966 infolge der Beeching-Axt den Betrieb für Passagiere ein. Allein Güterverkehr wurde noch auf einem Teilstück durch den Bahnhof bis zum 16. März 1976 betrieben. Der Bahnhof wurde dann zusammen mit der verbliebenen Strecke abgerissen. Heute ist ein Supermarkt an der Stelle des Bahnhofs.

## Anbindung

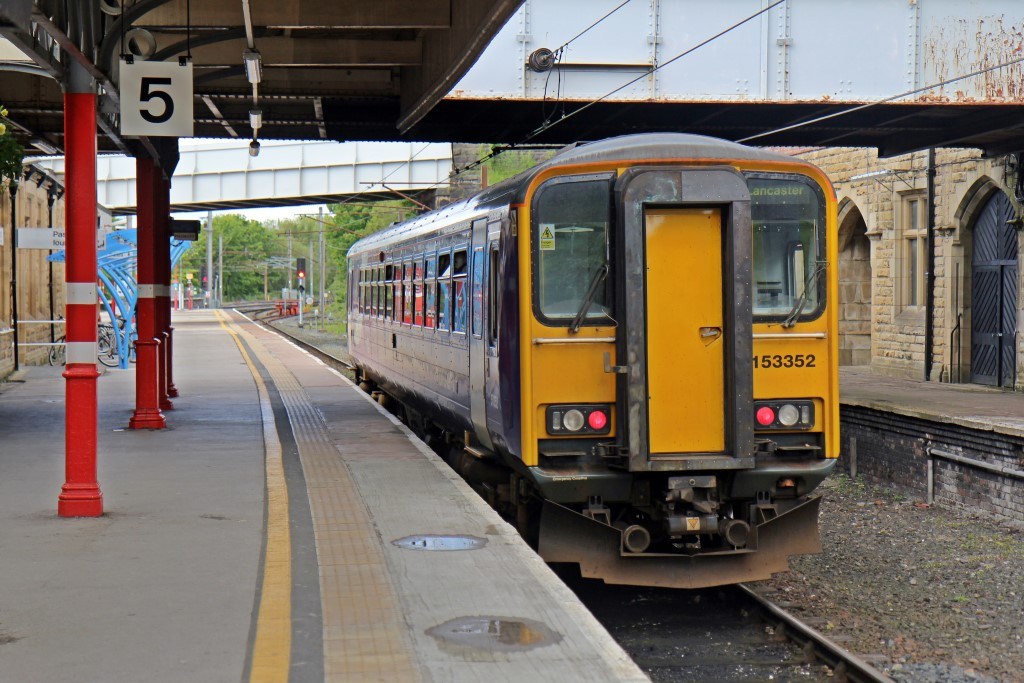
Dieseltriebwagen der Class 153 von Northern Rail im Bahnhof Lancaster (2015)

Der Bahnhof wird aktuell von den Zügen der National Rail bedient.
Virgin Trains, die auch Betreiber des Bahnhofs sind, führen die Fernverbindungen von London Euston Station nach Carlisle beziehungsweise Glasgow Central sowie von Birmingham New Street nach Glasgow Central. Der TransPennine Express verkehrt von Manchester Airport über Lancaster nach Barrow-in-Furness. Northern Rail bietet regionale Zugverbindungen nach Barrow-in-Furness, Morecambe, Heysham, Skipton und Leeds an.